# Regel (trä)

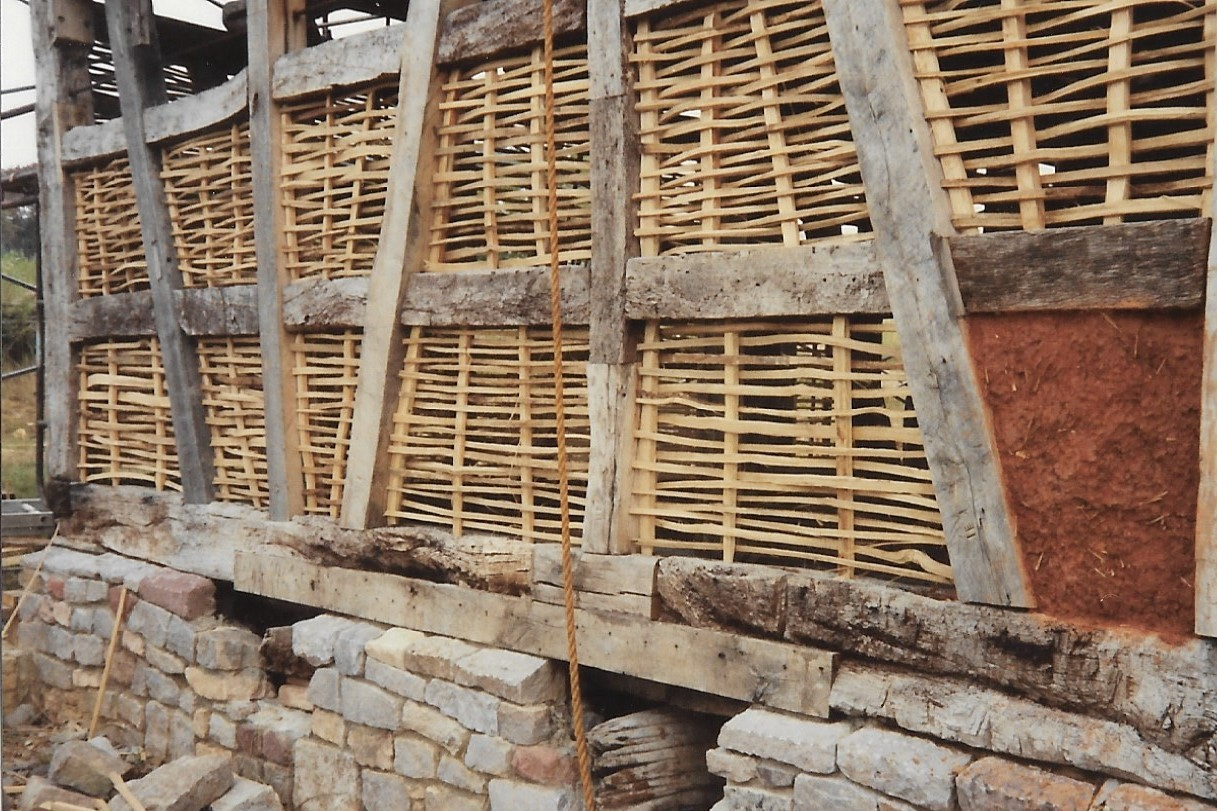
Reglar i en husvägg bildar ett fackverk.

Regel är en term inom trävaru- och byggbranschen som avser: 
- Trävirke med tjockleken 34-63 mm och bredden 70-125 mm (en trävara som är mellan 150 mm och 250 mm bredd och tjockare än 47/50 mm kallas plank eller planka).[1]
- En vertikal[2] byggnadsdetalj (huvudregel)  i en stomme för en regelvägg.[3] På senare år har väggar med huvudreglar av metall blivit vanligare. På reglarna fästs ofta väggskivor, till exempel gipsskiva. Mellan reglarna monteras ofta porösa skivor som ger både ljudisolering och värmeisolering.

Även ett träbjälklag (våningsavgränsare) har huvudreglar (men de är då horisontella) och kan vid behov, liksom regelväggar, ha kortlingar mellan reglarna. 